# Gejza Mede
Gejza Mede (* 26. listopadu 1951) byl československý politik ze Slovenska maďarské národnosti a bezpartijní poslanec Sněmovny národů Federálního shromáždění za normalizace.

## Biografie
K roku 1981 se profesně uvádí jako samostatný referent. Ve volbách roku 1981 zasedl do slovenské části Sněmovny národů (volební obvod č. 122 - Jesenské, Středoslovenský kraj). Mandát obhájil ve volbách roku 1986 (obvod Jesenské) Ve Federálním shromáždění setrval do konce funkčního období, tedy do svobodných voleb roku 1990. Netýkal se ho proces kooptací do Federálního shromáždění po sametové revoluci.
V letech 1980–1986 studoval na Stavební fakultě Slovenské vysoké školy technické v Bratislavě. V letech 1979–1990 byl zaměstnancem podniku Kúpeľe Sliač – detašované pracoviště Číž. V krajských volbách na Slovensku roku 2009 se stal aktérem kauzy, při níž distribuoval domácnostem na jihu okresu Rimavská Sobota vlastním nákladem vytvořené dopisy, v nichž jim doporučoval, koho volit. K akci se přiznal. Na jím vytvořeném seznamu doporučených kandidátů figurovali mimo jiné politici Strany maďarské koalice. Uvádí se tehdy jako obyvatel obce Nová Bašta.